# Mala sirena
Mala sirena  (dan. Den lille havfrue) je danska književna bajka koju je napisao danski pisac Hans Christian Andersen. Priča prati putovanje mlade sirene koja je spremna odreći se svog života u moru kao sirena kako bi stekla ljudsku dušu.
Bajka je prvi put objavljena 1837. godine u sklopu zbirke bajki za djecu. Izvorna priča bila je predmet višestrukih analiza znanstvenika poput Jakoba Bogilda i Pernile Heggard, kao i folkloristice Marije Tatar. Ove analize pokrivaju različite aspekte priče, od tumačenja tema do rasprave zašto je Andersen odlučio napisati tragičnu priču sa sretnim završetkom. Prilagođena je za razne medije, uključujući kazalište, crtane filmove, balet, operu i film.